# Pontcharra
Pontcharra és un municipi francès situat al departament de la Isèra i la regió d'Alvèrnia-Roine-Alps. El 2018 tenia 7.376 habitants. El seu fill més il·lustre és Pierre Terrail de Bayard (1475/1476-1524).